# Tomášovce (Rimavská Sobota)
Tomášovce é um município da Eslováquia, situado no distrito de Rimavská Sobota, na região de Banská Bystrica. Tem 6,44 km² de área e sua população em 2018 foi estimada em 176 habitantes.

## Demografia
| Ano:        | 1994 | 2004   | 2014   | 2024    |
| ----------- | ---- | ------ | ------ | ------- |
| Broj ljudi: | 221  | 199    | 204    | 248     |
| Razlika:    |      | -9,95% | +2,51% | +21,56% |

| Ano:               | 2023 | 2024    |
| ------------------ | ---- | ------- |
| Número de pessoas: | 221  | 248     |
| Diferença:         |      | +12,21% |